# Polinator
Polinatori (oprašivanje i oplodnja) je prirodan proces prenošenja polena sa prašnika na tučke zahvaljujući kom je omogućen opstanak biljaka koje se razmnožavaju na taj način. Polinacija se dešava kada se polen premešta unutar cveća ili prenosi sa cveta u cvet pomoću ptica, pčela, slepih miševa, leptira, moljaca ili drugih životinja, ili vetrom. To je ključni proces u prirodnim ekosistemima i predstavlja esencijalnu funkciju koja u velikoj meri zavisi od simbioze između biljnih vrsta i oprašivača. Pored toga, polinacija je od ključnog značaja za proizvodnju hrane i životnu sredinu. Kako su među oprašivačima najzastupljeniji insekti, na prvom mestu pčele (Apis mellifera), od njihovog prisustva i realizacije polinacije zavisi reprodukcija širokog spektra biljnih vrsta, uključujući i poljoprivredne kulture. Pored pčela, ovu ulogu imaju i osolike muve veoma uspešno obavljaju. Svojim aktivnostima, te oprašivanjem biljaka, ovi insekti utiču ne samo na održanje biljnih zajednica u prirodi već i čitavih ekosistema.

## Literatura
- Dennis Wm. Stevenson; Norstog, Knut J.; Priscilla K.S. Fawcett (1998). „Pollination Biology Of Cycads”.  Ур.: S.J. Owens; P.J. Rudall. Reproductive Biology. Royal Botanic Gardens, Kew. Приступљено 9. 12. 2014. Непознати параметар |name-list-style= игнорисан (помоћ)
- Sprengel, C K. Das entdeckte Geheimnis der Natur im Bau und in der Befruchtung der Blumen. Berlin, 1793.
- Percival, Mary S. Floral Biology. New York: Pergamon Press, 1965.
- Real, Leslie. Pollination Biology. New York: Academic Press, 1983.
- Bascompte, J., Jordano, P., Melián, C. J., & Olesen, J. M. (2003). "The nested assembly of plant–animal mutualistic networks". Proceedings of the National Academy of Sciences, 100(16), 9383-9387
- Bastolla, U., Fortuna, M. A., Pascual-García, A., Ferrera, A., Luque, B., & Bascompte, J. (2009). "The architecture of mutualistic networks minimizes competition and increases biodiversity". Nature, 458(7241), 1018-1020.
- Lever, J. Jelle; Van Nes, Egbert H.; Scheffer, Marten; Bascompte, Jordi (2014). „The sudden collapse of pollinator communities”. Ecology Letters. 17 (3): 350—359. Bibcode:2014EcolL..17..350L. doi:10.1111/ele.12236.". Ecology letters, 17(3), 350-359.